# Padang Ratu (Wonosobo)
Padang Ratu is een bestuurslaag in het regentschap Tanggamus van de provincie Lampung, Indonesië. Padang Ratu telt 1403 inwoners (volkstelling 2010).